# Klaus Graf (Rennfahrer)
Klaus Graf (* 21. Juli 1969 in Dornhan) ist ein ehemaliger deutscher Automobilrennfahrer. 1993 wurde er Champion der Deutschen und Österreichischen Formel-Ford-Meisterschaft.

## Karriere
1995 errang er den Titel „Bester Rookie“ beim Monaco-Formel-3-Grand-Prix. Ein Jahr später wurde er Zweiter bei der Internationalen deutschen Formel-3-Meisterschaft. Im Jahr 1997 gelang ihm beim Porsche Carrera Cup der dritte Gesamtrang und wurde somit „Bester Rookie aller Zeiten“. Für BAM Racing sollte Klaus Graf 2004 zwei Rennen im NASCAR Nextel Cup, dem heutigen Sprint Cup, bestreiten, konnte sich für das Rennen in Watkins Glen aber wegen Regens und des Reglements der NASCAR nicht qualifizieren. Für das Rennen auf dem Infineon Raceway in Sears Point qualifizierte sich Klaus Graf als 38. von 43 Fahrern. Das Rennen schloss er als 17. ab, noch vor alteingesessenen NASCAR-Fahrern wie Dale Jarrett und Matt Kenseth. 2005 startete er für Rocketsports Racing in der Trans-Am und wurde als erster Deutscher Sieger dieser Rennserie. 2006 startete er mit Mike Rockenfeller auf Porsche 996 GT3 RSR für Alex Job Racing in der ALMS. 2007 trat er mit seinem neuen Team Cytosport bei einigen ausgewählten Läufen der ALMS an.
Im NASCAR Nextel Cup ersetzte er in der Saison 2007 für die beiden Straßenkursrennen auf dem Infineon Raceway und Watkins Glen International Mike Bliss für BAM Racing. Er konnte sich jedoch für beide Rennen nicht qualifizieren. Auf dem Infineon Raceway war der Wagen selbst zu langsam, in Watkins Glen scheiterte die Qualifikation am Abbruch des Qualifyings wegen Regen, so dass die Aufstellung nach Owner-Punkten vorgenommen wurde und Graf aufgrund der Platzierung des Wagens außerhalb der Top-43 keinen Startplatz bekam.

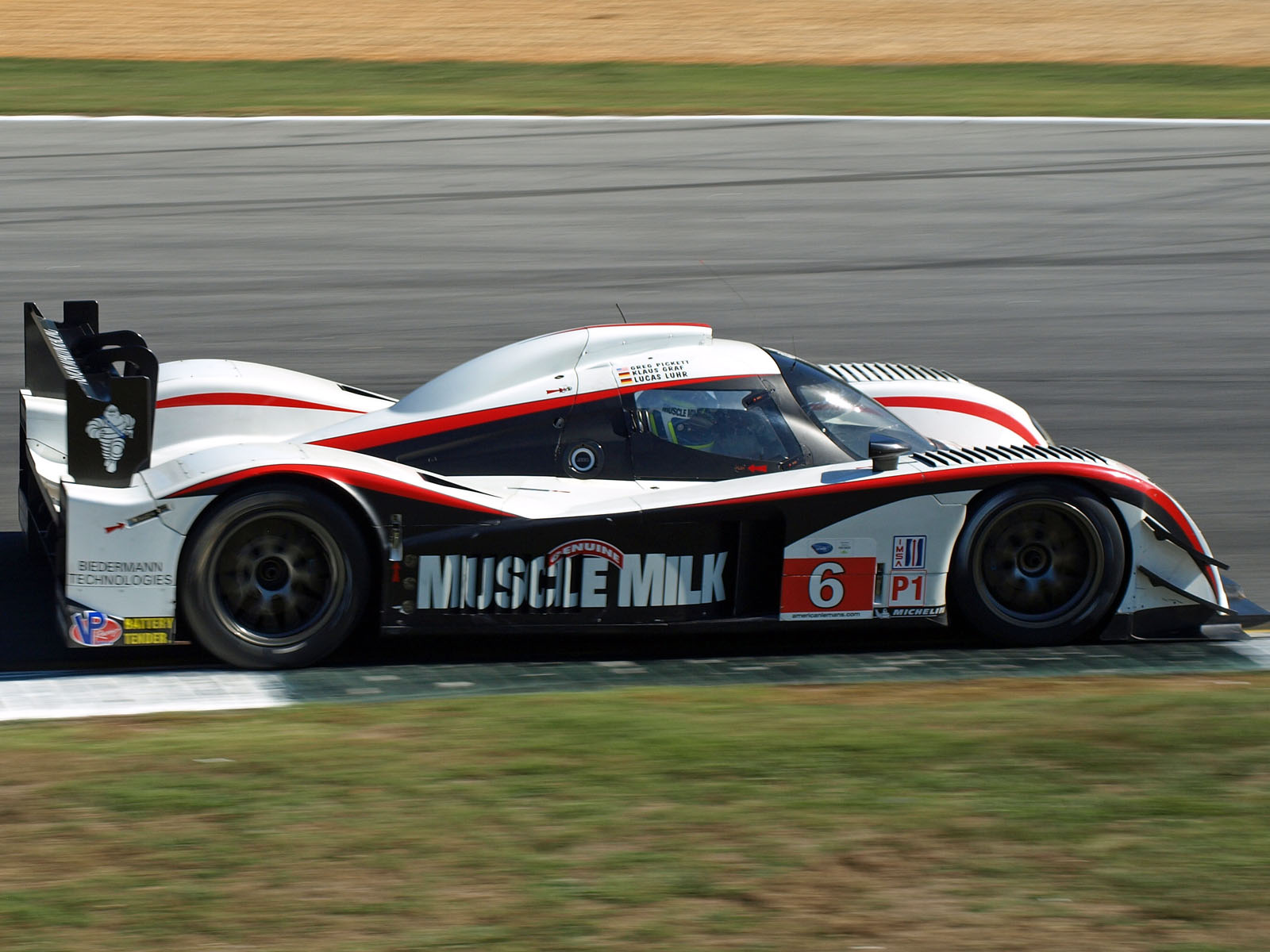
Klaus Graf im Lola B09/60, beim Training zum Petit Le Mans 2011

Neben seiner Rennfahrertätigkeit ist er freiberuflicher Rennfahrer-Coach und Instruktor sowie Testfahrer für verschiedene Unternehmen. Für den Pay-TV-Sender Premiere war er als Co-Kommentator und Experte für NASCAR-Rennen, sowie vereinzelt andere Rennereignisse, wie zuletzt die 24 Stunden von Le Mans, tätig.
Am 20. März 2010 gewann Klaus Graf zusammen mit seinen Teamgefährten Sascha Maassen (Aachen) und Greg Pickett (USA) auf einem Porsche RS Spyder das bekannte 12-Stunden-Rennen von Sebring in der Sportwagen-Prototyp-Klasse LMP2 im Rahmen der ALMS. Mit diesem Porsche-Sportwagen gewannen sie gleichzeitig auch die Umweltwertung Michelin Green X Challenge, weil dieses Fahrzeug die beste Gesamteffizienz im Verhältnis von Rundenzeiten und Benzinverbrauch aufwies. Zur Saison 2011 wechselte sein Team Muscle Milk Pickett Racing in die LMP1-Klasse. Zusammen mit Lucas Luhr gewann er am Steuer eines Lola-Aston Martin LMP1 vier der neun Rennen. In der folgenden Saison setzte das Team einen HPD ARX-03a ein. Das Duo Luhr/Graf siegte in sechs der zehn Rennen. Damit sicherten sich beide den Titel in der Fahrerwertung. 2013 blieb das Team bestehen und setzte einen HPD ARX-03c ein. Luhr und Graf gewannen acht der zehn Rennen und verteidigten ihren Titel. In der Saison 2014 blieb Graf mit Luhr bei Muscle Milk Pickett Racing und sollte in der neuen United SportsCar Championship fahren. Nach den ersten beiden Rennen zog sich das Team aus der Serie zurück.
2015 übernahm Graf die Stelle des Teamkoordinator Technik beim KÜS Team75 Bernhard, welches seit 2013 als Team am Porsche Carrera Cup Deutschland und seit 2016 an der Rennserie ADAC GT Masters teilnimmt. Ende 2020 verließ er das Team. Im Winter 2023/24 wurde er Teamchef von Rutronik Racing. Zuvor war er bereits Sporting Director im Team.

## Privates
Klaus Graf ist verheiratet und hat zwei Kinder.

## Statistik

### Le-Mans-Ergebnisse
| Jahr | Team                  | Fahrzeug    | Teamkollege  | Teamkollege  | Platzierung     | Ausfallgrund |
| ---- | --------------------- | ----------- | ------------ | ------------ | --------------- | ------------ |
| 2000 | Team Den Blå Avis     | Panoz LMP-1 | John Nielsen | Mauro Baldi  | nicht klassiert |              |
| 2001 | Panoz Motorsports     | Panoz LMP07 | Jamie Davies | Gary Formato | Ausfall         | Motorschaden |
| 2008 | Charouz Racing System | Lola B07/17 | Jan Lammers  | Greg Pickett | Ausfall         | Motorschaden |

### Sebring-Ergebnisse
| Jahr | Team                            | Fahrzeug            | Teamkollege        | Teamkollege    | Platzierung            | Ausfallgrund      |
| ---- | ------------------------------- | ------------------- | ------------------ | -------------- | ---------------------- | ----------------- |
| 2001 | Panoz Motor Sports              | Panoz LMP07         | Gaulter Salles     |                | Ausfall                | Chassis gebrochen |
| 2006 | Alex Job Racing                 | Porsche 996 GT3-RSR | Mike Rockenfeller  | Graham Rahal   | Rang 14                |                   |
| 2010 | Muscle Milk Team Cytosport      | Porsche RS Spyder   | Greg Pickett       | Sascha Maassen | Rang 4 und Klassensieg |                   |
| 2011 | Muscle Milk Aston Martin Racing | Lola B08/62         | Greg Pickett       | Lucas Luhr     | Ausfall                | Mechanik          |
| 2012 | Muscle Milk Pickett Racing      | HPD ARX-03a         | Simon Pagenaud     | Lucas Luhr     | Ausfall                | Defekt            |
| 2013 | Muscle Milk Pickett Racing      | HPD ARX-03c         | Romain Dumas       | Lucas Luhr     | Rang 4                 |                   |
| 2014 | Muscle Milk Pickett Racing      | Oreca 03            | Jann Mardenborough | Lucas Luhr     | Ausfall                | Defekt            |